# Grudge Match
Grudge Match is een Amerikaanse komische film uit 2013 met in de hoofdrol Robert DeNiro en Sylvester Stallone.

## Plot
Twee oude boksers gaan een laatste gevecht aan.

## Rolverdeling
- Robert De Niro - Billy "The Kid" McDonnen
- Sylvester Stallone - Henry "Razor" Sharp
- Kevin Hart - Dante Slate, Jr.
- Alan Arkin - Louis "Lightning" Conlon
- Kim Basinger - Sally Rose
- Jon Bernthal - B. J.
- LL Cool J - Frankie Brite
- Anthony Anderson - Mr. Sandpaper Hands